# Pas-de-Calais
Koordináták: é. sz. 50° 36′, k. h. 2° 19′50.600000°N 2.316667°E
Pas-de-Calais (IPA: [ˌpɑd(ə)kaˈlɛ]) megyét az alkotmányozó nemzetgyűlés 1790. március 4-ei határozata nyomán hozták létre a francia forradalom idején.

## Elhelyezkedése
Hauts-de-France régió (2015 végéig Nord-Pas-de-Calais régió) része. Északkeleten a Nord, délen a Somme megyék határolják.

## Települések
A megye legnagyobb városai 2011-ben:

| Település          | Népesség (fő, 2011) |
| ------------------ | ------------------- |
| Calais             | 72 915              |
| Boulogne-sur-Mer   | 43 070              |
| Arras              | 41 322              |
| Lens               | 35 032              |
| Liévin             | 31 873              |
| Hénin-Beaumont     | 26 278              |
| Béthune            | 25 655              |
| Bruay-la-Buissière | 23 408              |
| Avion              | 17 271              |
| Carvin             | 17 102              |